# Jean-Claude Forêt
Jean-Claude Forêt est un universitaire et écrivain français né le 6 mai 1950 à Lyon.
Enseignant à l'Université de Montpellier, il a publié plusieurs romans en occitan et participé à la fondation des éditions Jorn.

## Biographie
Né à Lyon, il découvre l'occitan en Haute Ardèche à l’adolescence. Il ne cesse depuis lors de le parler, de le lire et de l'écrire, dans deux dialectes, le nord-occitan et le languedocien.
Agrégé de lettres, longtemps professeur de français au lycée de Chamonix, où il obtient le Prix littéraire du Triangle d'Amitié pour son roman sur la haute montagne La Vallée perdue, il enseigne maintenant la langue et la littérature occitanes à l'Université Paul Valéry de Montpellier, où il publie des textes en occitan.